# Diocèse de León
Pour les articles homonymes, voir León.
Ne doit pas être confondu avec Archidiocèse de León, Diocèse de León en Nicaragua ou Ancien diocèse de Léon.
Le diocèse de León (en latin : dioecesis Legionensis ; en espagnol : diócesis de León) est une Église particulière de l'Église catholique en Espagne. Érigé au IVe siècle, il est un des diocèses historiques de Castille-et-León. Il est suffragant de l'archidiocèse métropolitain d'Oviedo.

## Territoire
Le diocèse couvre 9620 km² et étend sa juridiction sur les fidèles catholiques de rite latin résidant en partie dans la province civile de León, dans la communauté autonome de Castille-et-León.
Le siège du diocèse se trouve dans la ville de León. En 2024, dans le diocèse, il y a 758 paroisses regroupées en 6 archiprêtrés : Noroeste, Noreste, Virgen del Camino, San Marcelo, Páramo-Bajo Esla, Centro Esla-Tierra de Campos.

## Histoire
Le diocèse de León est érigé au IVe siècle.
En 1954, le diocèse gagne une partie des territoires des diocèses de Lugo, Oviedo et perd une partie de son territoire au profit de celui de Zamora. La même année, il y a eu un échange territorial entre le diocèse de León et celui de Palencia. Encore en 1954, le diocèse a son territoire ecclésiastique modifié, passant de Burgos à Oviedo. En 1955, le diocèse de León perd du territoire au profit du diocèse de Santander. Enfin, en 1956, le diocèse obtient une partie du territoire du diocèse d'Astorga.

## Cathédrale et basiliques mineures
La cathédrale du diocèse, dédiée à Sainte-Marie de Regla, est Notre-Dame-du-Chemin (en espagnol : catedral de Santa María del Camino) de León.
Les basiliques mineures du diocèse sont la basilique royale Saint-Isidore de León (real basílica de San Isidoro de León) et la basilique du sanctuaire de Notre-Dame-du-Chemin (es) (basílica santuario de Nuestra Señora la Virgen del Camino).